# Мохаммад Джафар Камбузія

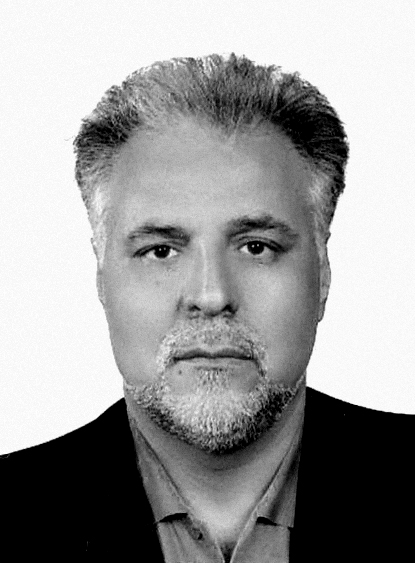

Мохаммад Джафар Камбузі (перс. محمدجعفر کامبوزیا; нар. 30 жовтня 1960, Захедан, Іран) — іранський шахіст, віце-голова Міжнародної шахової федерації (ФІДЕ) і голова Шахової федерації Ірану у 1997—2004 та 2011—2015 роках. Під час його керівництва іранські шахи на міжнародному рівні досягли значного успіху. 2000 року Іранська шахова федерація змогла вперше в Тегерані прийняти фінальні матчі Чемпіонату світу з шахів за версією ФІДЕ, у яких Вішванатан Ананд здолав Олексія Широва. 25 липня 2013 року його обрано членом правління футбольного клубу Персеполіс (Тегеран), але 18 липня відмовився від цієї посади.
Мохаммад Джафар Камбузія керував інженерним відділом Організації фізичного виховання за часів, коли її очолював реформіст Мостафа Хашемітаба, правління футбольного клубу Гілян, а також очолював Управління житлового будівництва і міського розвитку останів Ілам і Гілян в Ірані. Має освіту інженера шляхів та будівель і при ньому в кожному остані Ірану розпочали роботу шахові клуби, будівлі яких спроетовано у формі тури. Він є сином Аміра Камбузії, сучасного іранського письменника та політичного активіста.